# (348) Май
(348) Май (нем. Yrsa) — довольно крупный астероид главного пояса, который принадлежит к спектральному классу X. Он был открыт 28 ноября 1892 года французским астрономом Огюстом Шарлуа в обсерватории Ниццы и назван в честь немецкого писателя XIX века Карла Мая (англ.).

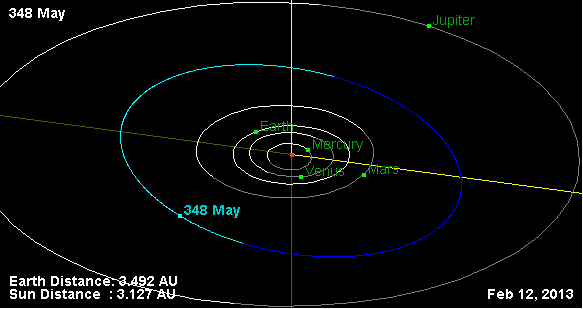
Орбита астероида Май и его положение в Солнечной системе